# Vitória do Mearim
Vitória do Mearim is een gemeente in de Braziliaanse deelstaat Maranhão. De gemeente telt 32.018 inwoners (schatting 2009).
De gemeente grenst aan Arari, Igarapé do Meio en Viana.